# Ludwig Schuberth
Ludwig Schuberth (24 de julio de 1911 - 30 de septiembre de 1989) fue un jugador de balonmano austriaco. Fue un componente de la Selección de balonmano de Austria.
Con la selección ganó la medalla de plata en los Juegos Olímpicos de Berlín 1936, los primeros con el balonmano como deporte olímpico.